# Красна-Кольонія
Красна-Кольонія (пол. Krasna-Kolonia) — село в Польщі, у гміні Гушлев Лосицького повіту Мазовецького воєводства.
Населення — 32 особи (2011).
У 1975-1998 роках село належало до Білопідляського воєводства.

## Демографія
Демографічна структура станом на 31 березня 2011 року:
|          | Загалом | Допрацездатний вік | Працездатний вік | Постпрацездатний вік |
| -------- | ------- | ------------------ | ---------------- | -------------------- |
| Чоловіки | 16      | 3                  | 8                | 5                    |
| Жінки    | 16      | 2                  | 7                | 7                    |
| Разом    | 32      | 5                  | 15               | 12                   |